# Олег Шењин
Олег Семјонович Шењин (рус. Олег Семёнович Шенин; Волгоградска област, 2. јул 1937 — Москва, 28. мај 2009) био је совјетски и руски комуниста и вођа комунистичке партије отцепљене од КПРФ.

## Биографија
Рођен је 1937. године у Стаљинградској области. Члан КПСС-а постао је 1962. године. Био је члан Централног комитета КПСС и члан његовог Политбироа од 1990. до 1991. године.
Био је учесник у официрском пучу, августа 1991, залагајући се за опстанак Совјетског Савеза. Пуч је ускоро пропао, а Шењин био осушен на робију. Добио је амнестију 1994. године.
Био је један од оснивача и председавајући Савеза комунистичких партија - Комунистичке партије Совјетског Савеза од 1993. до 2001. године, када је због различитих идеолошких стајалишта напустио КПРФ Генадија Зјуганова и основао сопствену комунистичку партију. Тада га је Зјуганов наследио на месту председвајућег СКП – КПСС.
Године 1997, био је у посети Ким Џонг Илу. Планирао је да учествује у председничким избоприма 2008. године у Русији, као председнички кандидат, али није успео да се кандидује због непотпуне предаје потребних папира.
Умро је 2009. године у Москви.